# L'Eugène
L'Eugène est une comédie humaniste d'Étienne Jodelle, représentée pour la première fois en 1553, à l'Hôtel de Reims, en même temps que Cléopâtre captive. C'est la première comédie à l'antique en langue française, même si certains de ses éléments sont encore proches de la farce : en cela, elle constitua un moment fort dans l'histoire de la Pléiade.
Elle fut apparemment représentée le 9 février 1553, d'abord devant le roi Henri II à l'Hôtel de Reims, puis au collège de Boncourt. La pièce fait partie du recueil posthume Les Œuvres et meslanges poetiques d’Estienne Jodelle Sieur du Lymodin (1574). C'est la première « comédie humaniste », ouvrant la voie au théâtre classique français.
La représentation fut un succès, et fut suivie par une festivité à l'antique à Arcueil réunissant tous les participants et amis, connue sous le nom de Pompe du bouc.

## Argument
Pendant que le capitaine Florimond est parti à la guerre, sa promise Alix a pris pour amant l'abbé Eugène et s'est mariée pour la forme au benêt Guillaume. Le retour du soldat entraîne quelques complications… 

## Structure et écriture
Jodelle situe ouvertement sa pièce sous l'égide humaniste de l'inspiration antique, comme il le soutient dans le véhément discours introductif, dans lequel il se compare à Ménandre, créateur grec de la comédie proto-latine (palliata). L'Eugène est donc découpée en 5 actes, tout départ ou arrivée d'un personnage faisant changer de scène, comme cela sera la règle pour le théâtre classique. La pièce est écrite en octosyllabes (vers de la conversation orale), et décrit l'évolution d'une crise de ménage, qui sera résolue à la fin par des mariages (en fait un mariage et un couple illégal), comme c'était la règle dans le théâtre latin. 

## Débats quant à la date de la première représentation et au titre de la pièce
Certains commentateurs comme Madeleine Lazard ou Victor Graham  attestent, sur le témoignage de Pasquier, une première représentation de l’Eugène en septembre 1552 (« ou » février 53 pour le retour de guerre du duc de Guise) à l’Hôtel de Reims « devant le Roi, devant l’élite de la Cour, de l’université et de la magistrature » , sous la bénédiction du propriétaire des lieux Charles de Guise, cardinal de Lorraine, puis une seconde représentation au début de 1553 au collège de Boncourt (après la Cléopâtre Captive), devant une assistance nombreuse, plus étudiante et universitaire, à l’occasion des récentes victoires militaires du roi Henri II. 

D’autres critiques comme Gabriel Spillebout  s’opposent à cette version des faits, déclarant (contre Enea Balmas, référence de base sur Jodelle et préfacier de ses œuvres complètes) que la comédie jouée à l’hôtel de Reims, nommée La Rencontre par Pasquier , serait une pièce différente de l’Eugène, qui ne nous serait pas parvenue (et dont aucune mention n’aurait plus jamais été faite par la suite). Pour G. Spillebout, l’Eugène a cependant été représentée pour la première fois en 1552 « dans un collège parisien » (ibid, p. 143), soit « six mois avant » le spectacle de l’hôtel de Reims d’après Jonathan Beck qui partage son avis . De manière générale, la critique s’accorde plutôt à dire avec E. Balmas et M. Lazard que l’Eugène fut représenté fin 1552 (que La Rencontre en soit un titre alternatif ou pas, mais en quel cas elle aurait été jouée deux fois cette année-là), même si Emmanuel Buron continue d’émettre des doutes dans son article « Jodelle » du Dictionnaire des Lettres Françaises  : 

« On admet généralement que ce spectacle eut lieu au carnaval de 1553, mais cette date ne peut valoir que pour la seconde représentation ; la première a peut-être eu lieu en janv. de la même année. Incertitude plus grave : on hésite sur la comédie qui a été représentée : s'agit-il d'Eugène, la seule comédie que nous connaissions de Jodelle, ou La Rencontre, comme l'affirme le seul Etienne Pasquier, comédie qui serait aujourd'hui perdue ? La question a fait couler beaucoup d'encre, mais un nouvel examen du problème permet de conclure que Pasquier confond plusieurs spectacles, et que Jodelle n'a jamais écrit de pièce intitulée La Rencontre. »

G. Spillebout  avait cependant sans doute raison de dire que « Pasquier sait généralement ce qu’il dit » (même si cela ne l’empêche pas de nommer dans le même texte la comédie Le Brave de Baïf « Le Taillebras »), d’autant plus que celui-ci renchérit plus loin : 

« Il fit […] deux Comédies, La Rencontre et l’Eugène. La Rencontre ainsi appelée, parce qu’au gros de la meslange, tous les personnages s’estoient trouvez pesle-mesle casuellement dedans une maison ; fuzeau qui fut fort bien par luy demeslé par la closture du jeu. Ceste Comedie, et la Cleopatre furent représentées devant le Roy Henri à Paris en l’Hostel de Reims [Quelques lignes plus loin se situe l’élément qui fait pencher pour la confusion entre les deux pièces (étonnante vu qu’il vient de les distinguer longuement) :] Et les entreparleurs estoient tous hommes de nom : Car mesme Remy Belleau et Jean de la Péruse, joüoient les principaux roullets. »

 Or on sait que Belleau et La Péruse jouaient tous deux dans l’Eugène de Boncourt (ainsi que Jodelle et Grévin), attestation qui laisse donc le mystère de La Rencontre en suspens. 
Les commentateurs sont moins partagés quant à la représentation qui donna lieu à la Pompe du bouc, que Demerson et Vignes attestent en février 1553, comme E. Buron. On peut donc considérer avec eux qu’il s’agit du spectacle de Boncourt au début de l’année 1553.